# Cymoxanil
Cymoxanil ist eine chemische Verbindung aus der Gruppe der Harnstoffderivate und weist zusätzlich eine Nitril-Funktion und eine Oximether-Funktion auf.

## Gewinnung und Darstellung
Cymoxanil kann durch Nitrosierung von 1-(2-Cyanoacetyl)-3-ethylharnstoff mit Natriumnitrit in Wasser, gefolgt von O-Methylierung des Oxims mit einem Methylierungsmittel wie Iodmethan oder Dimethylsulfat gewonnen werden.

## Eigenschaften
Cymoxanil ist ein farb- und geruchloser Feststoff, der unlöslich in Wasser ist. Er ist stabil gegenüber Hydrolyse, aber instabil unter Einwirkung von UV-Licht.

## Verwendung
Cymoxanil wird als Fungizid gegen Oomycota, insbesondere gegen Peronospora und Kraut- und Knollenfäule. Es wurde von DuPont entwickelt und 1977 auf den Markt gebracht. Cymoxanil hat eine starke kurative (heilende) Wirkung.

## Zulassung
Der Wirkstoff Cymoxanil wurde in der Europäischen Union mit Wirkung zum 1. September 2009 für Anwendungen als Fungizid zugelassen. In vielen EU-Staaten, unter anderen Deutschland und Österreich, sowie in der Schweiz sind verschiedene Pflanzenschutzmittel mit diesem Wirkstoff zugelassen.

## Externe Links zu erwähnten Verbindungen
1. ↑  Externe Identifikatoren von bzw. Datenbank-Links zu 1-(2-Cyanoacetyl)-3-ethylharnstoff:  CAS-Nr.: 41078-06-2, PubChem: 170460, Wikidata: Q82863318.